# Borophagus parvus
Borophagus parvus (лат.) — вымерший вид семейства псовых из вымершего рода борофагов. Жил в раннем плиоцене в Северной Америке (Аризона и Калифорния).

## Строение и эволюционные связи
Был несколько крупнее родственного вида Borophagus orc. В строении его черепа сочетались примитивные и прогрессивные черты (удлинённая морда, нёбо в области 4-х верхних премоляров узкое, довольно выпуклый лоб, 1-е нижние премоляры обычно в наличии, 2-е и 3-е верхние и нижние премоляры, а также 2-е нижние моляры уменьшены, а 4-е нижние премоляры увеличены). Borophagus parvus был переходной формой между более древним Borophagus pugnator и более прогрессивным Borophagus secundus, чьим предком он, видимо, и был.